# Plusiodonta dimorpha
Plusiodonta dimorpha là một loài bướm đêm trong họ Noctuidae.